# R-30 Bulava
L'R-30 Bulava (in cirillico: 3M30 Булава; nome in codice NATO: SS-N-32) è un missile balistico intercontinentale imbarcato di fabbricazione russa sviluppato dal MITT  ed entrato in servizio nella marina russa nel 2018. Noto anche come RSM-56 o, in alternativa, 3K30, sostituisce i missili di origine sovietica R-39M e costituisce una profonda rivisitazione del missile balistico Topol'-M da cui deriva.
Sviluppato per eludere le difese anti-missile occidentali, il missile presenta una fase di volo iniziale più breve rispetto ai suoi predecessori che rende pertanto più complesso e frenetico ogni tentativo di intercettazione da parte dei sistemi avversari le cui capacità di calcolo risulterebbero insufficienti a causa dell'abbassamento dei tempi di reazione.
Pensato per essere impiegato dai nuovi sottomarini classe Borei, è stato previsto il suo utilizzo anche sulle unità della classe Typhoon, per l'ultima delle quali ancora in servizio sono stati finanziati lavori di ammodernamento.

## Sviluppo
L'esigenza di sostituire gli R-39 emerse negli anni novanta, quando iniziarono le prove per un nuovo missile imbarcato, l'R-39M (nome in codice NATO: SS-NX-28). Tuttavia, i primi tre test, condotti nel Mar Bianco alla fine degli anni novanta, furono un fallimento perché il missile esplose in aria. La Marina Russa decise quindi di rifiutare tale progetto ed incaricò l'Istituto moscovita di termotecnica di sviluppare la nuova arma. I finanziamenti al programma iniziarono ad arrivare nel 1999.
Nonostante la complessità del progetto e la scarsità di risorse economiche, lo sviluppo del Bulava è andato avanti con sorprendente rapidità, ed i lanci effettuati sono stati numerosi.
- 9 ottobre 2005: primo test di volo.
- 21 dicembre 2005: lancio in immersione da parte di un sottomarino in movimento.
- 7 settembre 2006: lancio fallito.
- 25 ottobre 2006: lancio fallito.
- 24 dicembre 2006: lancio fallito.
- 28 giugno 2007: lancio riuscito, con il missile che ha raggiunto il bersaglio.
- 28 novembre 2008: lancio riuscito, il missile ha raggiunto l'obiettivo nella penisola di Kamčatka.
- 9 dicembre 2009: A causa di un lancio fallito in Norvegia è stato avvistato un curioso evento atmosferico causato appunto dalla condensa della scia del razzo (non sono stati resi noti dettagli sul fallimento del lancio)

Tutti i lanci sono stati effettuati utilizzando il sottomarino TK-208 Dmitrij Donskoj, un esemplare della classe Typhoon appositamente modificato nel 2005. Si decise di utilizzare un'unità di tale classe a causa delle grandi dimensioni del missile.
Occorre aggiungere inoltre che le cause dei fallimenti del 2006 non sono mai state rivelate.
Il sistema è entrato in servizio sperimentale il 10 gennaio 2013 a bordo del sottomarino Classe Borei Jurij Dolgorukij. Nel giugno 2018 i Bulava sono entrati ufficialmente in servizio nella Marina russa a seguito del successo del lancio simultaneo di 4 missili avvenuto nel maggio 2018.
- 22 maggio 2018: Lanciati con successo quattro missili balistici Bulava dal sottomarino Jurij Dolgorukij nelle acque del mar Bianco verso il poligono di Kura in Kamchatka. Il lancio è avvenuto in rapida sequenza a pochi secondi uno dall'altro. Il sottomarino ha lanciato i missili mentre era in immersione.[5]
- 12 dicembre 2020: Il sottomarino nucleare Vladimir Monomach della Marina Russa lancia con successo quattro missili balistici Bulava in rapida successione a pochi secondi l'uno dall'altro[6]. Il lancio è avvenuto dal mare di Ochotsk verso la base militare di Čiža nell'oblast' di Arcangelo, mentre il sottomarino era in immersione. I quattro missili hanno raggiunto con successo gli obiettivi prestabiliti.
- 05 novembre 2023: Il nuovo sottomarino a propulsione nucleare russo Imperator Alexander III ha completato con successo il lancio di prova del missile balistico Bulava dal Mar Bianco al campo di combattimento Kura, nella penisola di Kamchatka[7].

## Tecnica
L'SS-N-30 è la versione navale del più avanzato missile balistico russo, l'SS-27 Topol'-M. La forma e le dimensioni sono piuttosto simili, a parte una leggera riduzione delle dimensioni, dovuta alle esigenze dell'impiego imbarcato. La decisione di utilizzare, come base, il progetto dell'SS-27 è maturata per motivi sia tecnici, sia economici.
Il Bulava è stato inizialmente testato tramite un sottomarino classe Typhoon appositamente modificato, in seguito è stato adottato dai nuovi sottomarini nucleari classe 955-Borei, dei quali 3 risultano già in servizio e altri tre lo saranno entro il 2020.
In assenza di informazioni ufficiali, i dati tecnici riportati in tabella, relativamente a peso e dimensioni, sono gli stessi dell'SS-27 (le cui dimensioni sono simili).
Il missile può essere lanciato in immersione ed è a propellente solido. Il CEP dichiarato è di 350 metri, ma è probabile che sia inferiore.
Il sistema di guida è di tipo inerziale e digitale, ed utilizza un ricevitore GLONASS (versione russa del GPS).
La gittata è tra gli 8.000 ed i 10.000 km, a seconda delle stime.
Il sistema di lancio utilizzato è il D-19UTH, evoluzione del D-9 utilizzato per gli SS-N 20.
Come il suo “cugino” terrestre, anche il Bulava è considerato immune al sistema di difesa ABM. Infatti, non solo è in grado di compiere manovre evasive e rilasciare falsi bersagli, ma ha le testate in grado di resistere a radiazioni, interferenze elettromagnetiche e disturbi fisici. Inoltre, mentre i missili della generazione precedente potevano essere messi fuori uso da una detonazione nucleare a 10 km di distanza, questo può resistere ad una a 500 metri.

## Utilizzatori
Russia
- Voenno-morskoj flot - VMF RF

In servizio dal 2018